# Chiesa di San Giovanni (Cormons)
La chiesa di San Giovanni Battista, nota anche come chiesa di Santa Lucia, è un edificio di culto cattolico a Cormons, in provincia ed arcidiocesi di Gorizia.

## Storia
Precedentemente a questo edificio, era presente una chiesa primitiva, che tra il 628 e il 737 fu pontificata dai patriarchi di Aquileia i quali, per volontà del patriarca Fortunato, in concomitanza dello scisma dei Tre Capitoli, aveva spostato la sede a Cormons. Durante questo periodo la chiesa era elevata al titolo di basilica. Il primo documento scritto in cui è citata la chiesa risale al 1093, da cui emerge che fu donata, assieme ad altre proprietà, da parte del Patriarca Voldarico al Monastero di Rosazzo. L'attuale edificio è stato costruito nel XII secolo.
A seguito dei danni riportati durante la prima guerra mondiale, la chiesa fu restaurata e in seguito la chiesa fu riaperta al culto il 23 giugno 1996.

## Descrizione
La chiesetta di San Giovanni si trova all'intero dell'omonima centa e si presenta oggi nel suo aspetto originale medievale, ripristinato nell'ultimo restauro. La chiesa è composta da una navata longitudinale con travatura scoperta e da un presbiterio a pianta quadrata. Durante il XV secolo subì un rifacimento durante il quale furono sostituiti diversi elementi. L’interno conserva tuttora diversi cicli di affreschi alcuni eseguiti in concomitanza con la costruzione della chiesa, altri in seguito al rifacimento cinquecentesco. Attualmente ospita un unico altare non originale, ma nel corso dei secoli aveva tre altari consacrati, come è riportato come è riportato nella relazione della visita apostolica effettuata da Bartolomeo da Porcia nel 1570: il maggiore era intitolato a San Giovanni, quello di sinistra alla Trinità con le figure dipinte alla parete e quello di destra a Santa Lucia.
La chiesa presenta diversi affreschi riferibili a epoche successive. Gli affreschi dell’arco santo risalgono al Trecento: si conserva solo la parte dei pilastri laterali, mentre la porzione soprastante l’arco santo è andata completamente perduta. Entro una cornice a motivi geometrici che divideva lo spazio si riconoscono nell’ordine inferiore sulla destra una figura di santo vescovo (forse Sant’Adalberto o San Nicolò) e sulla sinistra una santa che potrebbe riferirsi a Santa Lucia. Nella parete di fondo del presbiterio spicca un’edicola architettonica dipinta che racchiude un affresco rappresentante la Madonna in trono con il Bambino poppante in braccio, accompagnata da due santi, San Giovanni o San Paolo alla sua destra e San Pietro alla sua sinistra.